# سلیمان عبدالغفور
سلیمان عبدالغفور (انگلیسی: Sulaiman Abdulghafour؛ زادهٔ ۲۶ فوریهٔ ۱۹۹۱) بازیکن فوتبال اهل کویت است.
از باشگاه‌هایی که در آن بازی کرده‌است می‌توان به باشگاه ورزشی العربی کویت اشاره کرد.
وی همچنین در تیم ملی فوتبال کویت بازی کرده‌است.